# Идеология превосходства
Идеоло́гия превосхо́дства, супремаси́зм — убеждение, что определённые раса, вид, наследственность, этническая группа, религия, пол, положение в обществе, система верований или культура превосходит другие и даёт право тем, кто отождествляется с ними, доминировать, контролировать или управлять теми, кто не отождествляется.

## Гендерный
Некоторые люди считают, что мужская идеология превосходства, также известная как «мужское доминирование» или «патриархат», существовала во всех культурах на протяжении всей человеческой истории. При идеологии превосходства особые права или статус предоставляются мужчинам, то есть считаются «мужской привилегией». Такое превосходство обеспечивается с помощью различных культурных, политических и межличностных стратегий. Другие отмечают, что это часто было уравновешено различными формами женского влияния. С XIX века начало расти число феминистских движений, выступающих против превосходства мужчин, и добивающихся равных юридических прав и гарантий для женщин во всех культурных, политических и межличностных отношениях. В настоящее время в противовес андроцентризму, с точки зрения которого мужчины по многим параметрам превосходят женщин, возник гиноцентризм, утверждающий превосходство женщин над мужчинами.

## Расовый
Во времена европейского колониализма в Южной Америке, Африке, Австралии, Океании и Азии идея превосходства белой расы («белый супремасизм») и выражение «Бремя белого человека» широко использовались для оправдания империалистической политики, как благородной инициативы.
После Гражданской войны в США на юге страны была сформирована тайная организация под названием Ку-клукс-клан. Её целью было восстановление превосходства белых после периода Реконструкции Юга. Они проповедовали превосходство над всеми другими расами, а также над евреями, католиками и другими меньшинствами. Некоторые авторы считают Ку-клукс-клан одной из форм белого супремасизма. На сегодняшний день в США имеется много подобных организаций.
В начале XX века и до конца Второй мировой войны — в эпоху Сёва — пропаганда Японской империи использовала старую концепцию «хакко итиу» («восьми углов»), чтобы поддержать идею о том, что японцы — высшая раса, призванная управлять Азией и Тихим океаном. Многие документы, такие как «Кокутай», «Синмин но Мити» и «Исследование мировой политики с расой Ямато в качестве центрообразующей», рассматривали концепцию расового превосходства японцев.
В течение 1930-х и 1940-х годов нацистская партия Адольфа Гитлера проповедовала существование арийской расы господ, и путём завоеваний пыталась создать в соответствии с этой концепцией империю по всей Европе. Нацистская Германия и её японские союзники составляли основу «Стран оси» во время Второй мировой войны.
В Африке чёрное население Южного Судана утверждает, что оно подвергалось расистским нападкам со стороны арабского населения, которые они отождествляют с историческим фактом проявления «белого супремасизма» под названием «Апартеид в Южной Африке». Предполагаемые факты геноцида во время Дарфурского конфликта характеризовались как пример арабского расизма.
В настоящее время существует также «чёрный супремасизм» (англ. Black supremacy), утверждающий превосходство чёрной расы. Идеология чёрного супремасизма характерна для таких организаций, как «Нация ислама» (англ. Nation of Islam) и «Партия чёрных пантер» (англ. Black Panther Party for Self-Defense).
Некоторые идеологи чёрного супремасизма являются приверженцами так называемой «меланиновой теории» (англ. Melanin theory). С точки зрения приверженцев этой теории, меланин (природный тёмный пигмент, содержащийся в коже людей африканского происхождения), обуславливает особые способности представителей чёрной расы. Существует даже утверждение, будто белый цвет кожи является аномалией, вызванной генетической мутацией (разновидность альбинизма).

## Религиозный
Некоторые ученые и писатели утверждают, что христианская идеология превосходства являлась мотивацией для крестовых походов на «Святую землю», а также для крестовых походов против мусульман и язычников во всей Европе. Существуют высказывания, согласно которым одной из частей христианской идеологии превосходства являлась трансатлантическая работорговля. Также высказывается предположение, что поддержка президентом Джорджем Бушем-младшим христианского фундаментализма была связана с его «христианским видением супремасизма» в своей политике на Ближнем Востоке.
Некоторые ученые и писатели говорят о существовании исламской идеологии превосходства. Коран и другие исламские документы допускают нетерпимые толкования, которые были использованы идеологами превосходства для оправдания превосходства ислама. Конкретные примеры: мусульманское участие в африканской работорговле, «панисламизм» начала XX века (Абдул-Хамид II), джизья и правила вступления в брак в мусульманских странах, налагаемые на не-мусульман, обширные мусульманские толкования правил плюрализма в Малайзии, и «оборонительный» супремасизм, практикуемый некоторыми мусульманами-иммигрантами в Европе. Другие авторы говорят о «губительных, яростных исламских догмах о превосходстве», и что идеология превосходства «присуща» исламу. Брюс Бавер утверждает, что принцы Саудовской Аравии финансируют учреждения, которые характеризуют обвинения в исламской идеологии превосходства как «исламофобскую ложь».
Некоторые ученые и писатели говорят о еврейской идеологии превосходства, часто по отношению к Израилю и сионизму. Илан Паппе пишет, что Первая алия в Израиле «создала общество, основанное на еврейском превосходстве». Джозеф Массад считает, что «еврейский супремасизм» всегда был «доминирующим принципом» религиозного и светского сионизма. Антидиффамационная лига осуждает как «антисемитскую» литературу о «еврейском супремасизме» за авторством Дэвида Дюка и Кевина Б. Макдональда.
Зороастризм, одна из древнейших религий, зародилась среди людей, которые называли себя арийцами, в том числе персов. Работы Фридриха Ницше, вроде «Так говорил Заратустра» (другое название Зороастр) были интерпретированы нацистами как основа для своих идей арийского сверхчеловека превосходства белых . Нацисты также присвоили символ зороастризма — фаравахар.

## Другие формы идеологии превосходства
Существуют и другие виды утверждений превосходство людей, обладающих тем или иным признаком:
- Гетеронормативность (англ. Heteronormativity) — мировоззрение, при котором гетеросексуальность понимается как социальная норма сексуального поведения человека[34].
- Дискриминация по возрасту (эйджизм) — дискриминация человека на основании его возраста. Проявляется в готовности воспринимать адекватно и сотрудничать лишь с теми людьми, кто соответствует некоему заранее установленному критерию возраста.
- Генетическая дискриминация (en:Genism) — теория, по которой превосходство человека определяется его генами, а не личными достоинствами[35]
- Дискриминация по внешнему облику, росту и весу (лукизм[36], en:Heightism[37][38][39][40], en:Sizeism/фэтфобия[41]).
- Существует также форма супремасизма, основанная на дискриминации по цвету кожи (колоризм)[42], на дискриминации по языковому признаку или по акценту[43]. При этих формах дискриминации индивиды с кожей определённого цвета, говорящие на определённом языке или имеющие определённый акцент, считают себя лучше, чем те, кто этими признаками не обладает, и в силу этого они претендуют на более высокое положение в обществе.